# 约翰·佩林
约翰·佩林（英語：John Pelling，1936年5月27日—），英国男子击剑运动员。他曾代表英国参加1960年和1964年夏季奥林匹克运动会击剑比赛，其中1960年奥运会获得一枚银牌。